# Unica Radio
Unica Radio var det mærke, som Rudolph Schmidt producerede radioapparater under. Firmaet startede i 1915 med import af biler og motorcykler fra USA. Efter en rejse til USA i 1919 begyndte han at importere De Forest-radioer. Produktionen af egne radioer begyndte så småt i 1924. Navnet Unica kom i brug fra 1925. En overgang solgte man også akkumulatorer og strygejern. En del af radioerne var stadig amerikanske apparater. 
Radiofirmaet blev i 1954 overtaget af Hans Jørgen Larsen og Herman Høedholt, der samtidig stiftede L&H. Rudolph Schmidt A/S koncentrerede sig derefter om salg af radioløsdele.